# Рута-110 (комп'ютер)
«Рута-110» — радянська ЕОМ другого покоління, розроблена у 1969 році в СКБ обчислювальних машин в місті Вільнюс. На відміну від багатьох інших ЕОМ в літературі згадується як «комплекс пристроїв для обробки, введення, зберігання, виведення, а також дистанційного збирання і видавання алфавітно-цифрової інформації; призначений для створювання локальних систем обробки даних.»
Один з екземплярів «Рута-110» зберігається в Музеї історії комунікацій в місті Каунас.

## Особливості та характеристики
Основою ЕОМ був процесор «Рута 111» з наступними характеристиками:
- довжина слова — 8 біт, довжина команд змінна
- ємність ЗП 16 тисяч символів
- швидкодія від 5 до 9 тисяч операцій на секунду
- форма представлення чисел — двійково-десяткова з фіксованою комою.

Також до складу машини входили різноманітні периферійні пристрої:
- пристрій для роботи з перфокартами. Швидкість зчитування 350 карток на хвилину, запису (перфорації) — 160 колонок на секунду.
- пристрій введення-виведення інформації на перфострічку. Швидкість зчитування 1000 символів на секунду, перфорації — 80 символів на секунду.
- два запам'ятовувальні пристрої зі змінними касетами магнітних дисків. Ємніть одної касети — 1,3 млн символів.
- друкувальний пристрій АЦПУ-128-2М.
- пульт керування з друкарською машинкою для ручного введення інформації.

Крім того, можна було підключати додатково:
- до восьми ЗП на магнітних стрічках
- ще один пристрій для роботи з перфокартами
- пристрій збирання і передавання даних, який міг працювати з телефонними каналами (до трьох), телетайпами (до 30), іншими процесорами «Рута 111»
- до 228 пристроїв набирання даних Р901, які могли формувати цифрове повідомлення за допомогою клавіатури і перфокарт і передавати це повідомлення на відстань до 500 м
- оптичний читаючий пристрій «Рута 701». Швидкість зчитування друкарських та рукописних символів 150 знаків на секунду.